# Joško
Joško je moško osebno ime.

## Izvor imena
Ime Joško je različica moškega osebnega imena Jožef.

## Pogostost imena
Po podatkih Statističnega urada Republike Slovenije je bilo na dan 31. decembra 2007 v Sloveniji število moških oseb z imenom Joško: 815. Med vsemi moškimi imeni pa je ime Joško po pogostosti uporabe uvrščeno na 184. mesto.

## Osebni praznik
Osebe z imenom Joško lahko godujejo skupaj z Jožefi.